# Milan Uhrík
Milan Uhrík (ur. 21 grudnia 1984 w Nowych Zamkach) – słowacki polityk, inżynier i samorządowiec, poseł do Rady Narodowej, deputowany do Parlamentu Europejskiego IX i X kadencji.

## Życiorys
Absolwent zarządzania i informatyki przemysłowej na Słowackim Uniwersytecie Technicznym w Bratysławie z 2007. Od 2005 do 2009 kształcił się tamże w zakresie zarządzania finansami i zarządzania przedsiębiorstwem. W 2009 uzyskał dyplom inżyniera, w 2012 został absolwentem studiów doktoranckich z zakresu energetyki i elektrotechniki stosowanej. Pracował w branży IT, jako menedżer projektów finansowanych z funduszy Unii Europejskiej, a także jako nauczyciel akademicki na macierzystej uczelni.
Zaangażował się w działalność polityczną w ramach Partii Ludowej Nasza Słowacja, określanej jako ugrupowanie skrajne i nacjonalistyczne. W latach 2015–2017 był dyrektorem urzędu kraju bańskobystrzyckiego, którego administracją kierował wówczas lider ugrupowania Marian Kotleba. W wyborach w 2016 z ramienia ĽSNS uzyskał mandat posła do Rady Narodowej. W 2017 bez powodzenia ubiegał się o urząd przewodniczącego kraju nitrzańskiego, został natomiast wybrany na radnego tego kraju.
W 2019 uzyskał mandat posła do Parlamentu Europejskiego IX kadencji. W 2021 po konflikcie w partii zrezygnował z członkostwa w ĽSNS. Został następnie przewodniczącym partii Republika. W 2024 z powodzeniem ubiegał się o reelekcję w kolejnych wyborach europejskich.